# Цмин черешкуватий
{{#ifeq:0|0|{{#if:Helichrysum petiolare|{{#if:|[[]}}|[[]]}}}}
Цмин черешкуватий, цмин черешковий (Helichrysum petiolare) — вид рослин із родини айстрових (Asteraceae).

## Біоморфологічна характеристика
Напівкущик 50–100 см завдовжки, сріблясто-білий, зі стеблами, що стеляться, і майже округлими (до 2.5 см ушир). Кошики зібрані в щільні клубочки 2.5–7 см завширшки.

## Середовище проживання
Країни проживання: ПАР; натуралізований на Мадейрі, у Великій Британії, Україні, Іспанії, Франції (Корсика), Португалії, США (Каліфорнія).
В Україні вид росте на газонах — на всій території.

## Використання
Декоративний вид. Також має медичне використання.